# Xanthoparmelia nortegeta
Xanthoparmelia nortegeta är en lavart som beskrevs av Elix. Xanthoparmelia nortegeta ingår i släktet Xanthoparmelia och familjen Parmeliaceae.   Inga underarter finns listade i Catalogue of Life.